# Brigade Ehrhardt

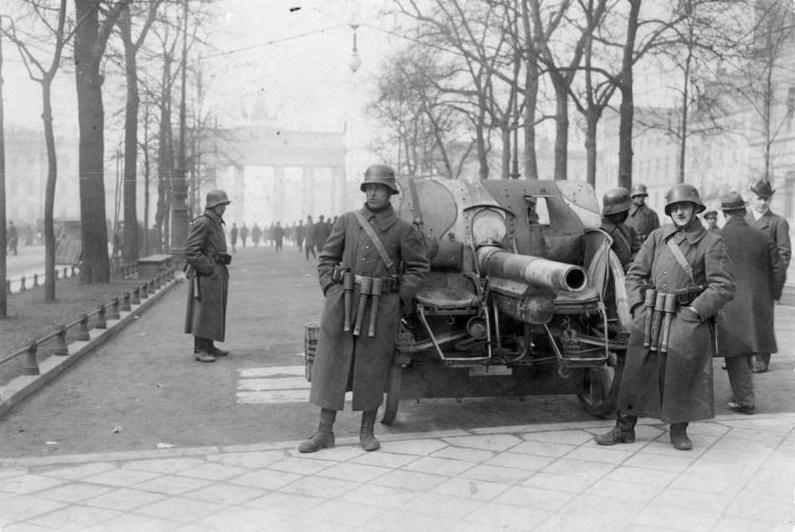
Soldats de la brigade Ehrhardt occupant la Pariser Platz de Berlin, le 13 mars 1920.

La brigade Ehrhardt, du nom de son fondateur Hermann Ehrhardt, est une formation des corps-francs allemands célèbre pour avoir organisé le putsch de Kapp du 12 au 17 mars 1920, et tenté de renverser le régime de la république de Weimar.

## Histoire

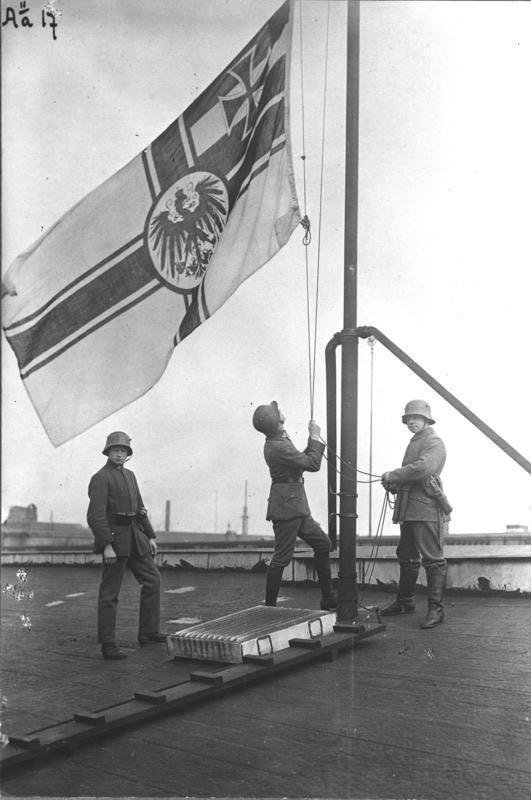
Soldats hissant le drapeau de la marine impériale allemande pendant le putsch de Kapp

La brigade est formée à Wilhelmshaven le 17 février 1919, sous le nom de II. Marine-Brigade, après que des matelots révolutionnaires communistes ont proclamé la « république des conseils de Wilhelmshaven » le 27 janvier 1919, et se sont emparés de la caserne de la ville. Le korvettenkapitän Hermann Ehrhardt rassemble trois cents de ses hommes pour prendre d'assaut la caserne qui tombe le soir même du 27 janvier. C'est le noyau de la brigade formée trois semaines plus tard avec la venue d'un millier de volontaires arrivés de toute l'Allemagne. Elle met officiellement à sa tête le capitaine Ehrhardt, le 1er mars. Elle est composée de jeunes officiers, d'officiers mariniers et de sous-officiers de l'ancienne marine impériale qui encadrent environ 1 400 hommes. La brigade est réputée pour sa discipline stricte et sa cohésion.

### Actions

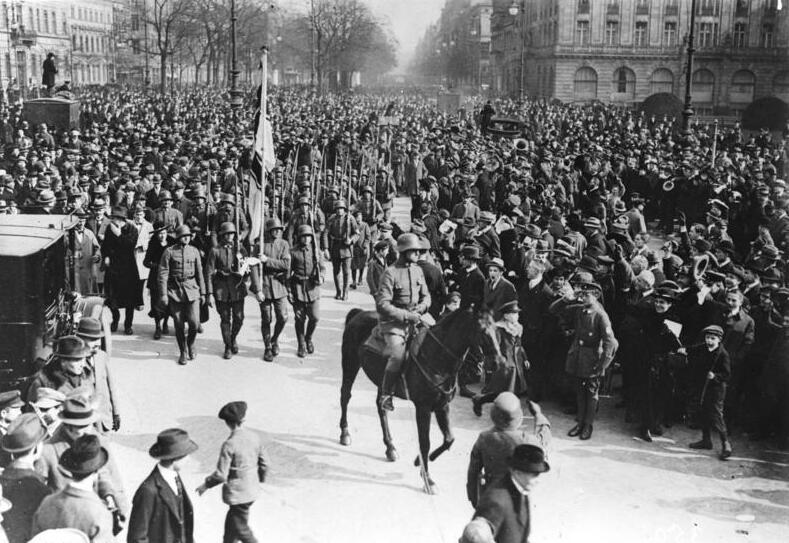
Défilé de la brigade Ehrhardt arrivant à la Pariser Platz de Berlin, le 13 mars 1920.

La première action d'importance que la brigade reçoit pour mission est de combattre la révolution de Brunswick, où un gouvernement d'inspiration spartakiste avait proclamé quelques mois auparavant une république des conseils (Räterepublik). Elle part donc le 17 avril 1919 avec le Freikorps Maercker et d'autres unités pour la ville de Brunswick. Le retour à l'ordre ne rencontre aucune résistance et la rébellion cesse. La brigade est stationnée ensuite à Ohrdruf en Thuringe, d'où elle reçoit l'ordre de Berlin de mettre fin à Munich à la république des conseils, autre révolution d'inspiration marxiste et anarchiste proclamée le 7 avril sur le modèle de la république des conseils de Hongrie de Béla Kun, que le gouvernement de Berlin, malgré plusieurs tentatives d'encerclement, ne parvenait pas à réduire. Les troupes fédérales et les Freikorps, dont la brigade Ehrhardt, mènent des combats de rue violents qui sonnent l'arrêt de la révolution communiste en Bavière et entraînent la mort de centaines de personnes et l'arrestation de centaines d'autres.
En août 1919, la brigade est envoyée en Silésie dans la partie qui deviendra en octobre la province de Haute-Silésie, afin d'empêcher l'entrée d'activistes polonais qui tentent de soulever la minorité polonaise contre la population allemande. C'est la première sédition de Silésie qui est rapidement étouffée. En novembre suivant, la brigade est cantonnée à Döberitz à côté de Berlin.
Entretemps le traité de Versailles entre en vigueur en janvier 1920. Il n'a pas été ratifié par le chancelier socialiste Scheidemann qui désapprouve les conditions humiliantes économiquement et moralement imposées par l'Entente à l'Allemagne et qui a donc démissionné. L'armée se sent aussi déshonorée. Les Alliés imposent au gouvernement de Berlin de démilitariser ses Freikorps en mars 1920. Le ministre-président et chancelier Gustav Bauer, soucieux de préserver les accords avec les puissances victorieuses, obtempère, ainsi que le ministre de la Guerre, Gustav Noske, qui s'était pourtant servi des Freikorps, en plus de l'armée régulière, pour écraser la révolte spartakiste à Berlin et les révolutions d'autres États.

### Le putsch de Kapp

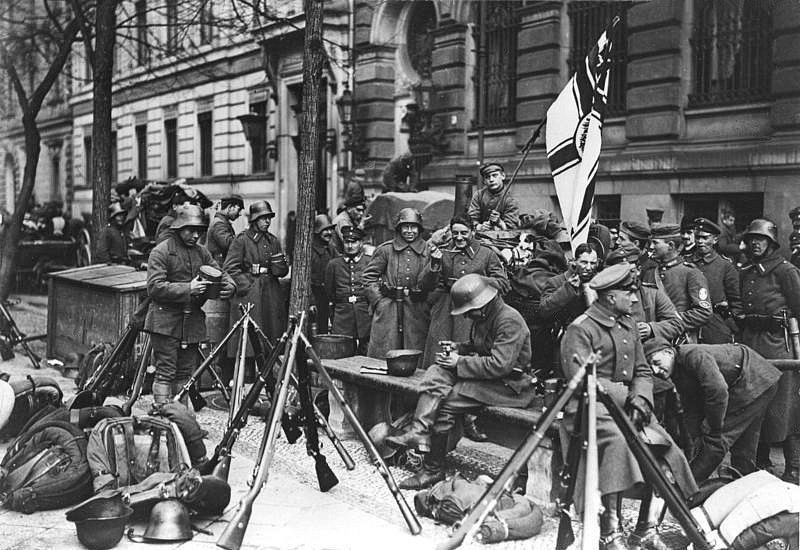
Soldats de la brigade Ehrhardt occupant une rue du centre de Berlin.

Le général von Lüttwitz, commandant militaire de Berlin, fidèle à la monarchie et opposé au gouvernement qu'il trouve trop faible face aux exigences du traité de Versailles, s'engage alors sur la voie de la sédition en refusant la démilitarisation des corps francs qu'il avait été appelé à organiser en 1918-1919 contre les éléments extrémistes de la révolution de novembre. Il appelle Ebert et Noske à la démission et prend contact avec le Generallandschafstdirektor Wolfgang Kapp, conservateur allemand, qui voulait renverser le parlementarisme, et le capitaine Ehrhardt pour préparer un coup d'État, connu ensuite comme putsch de Kapp. Le général von Lütwitz prend le commandement de la brigade qui, avec six mille hommes, entre pacifiquement dans Berlin le matin du 13 mars 1920 et occupe les quartiers gouvernementaux de la capitale. Ebert et le gouvernement Bauer s'enfuient à Dresde, puis à Stuttgart. Noske ordonne à l'armée de tirer sur les forces rebelles, mais elle refuse. Le général von Seeckt, commandant de la Reichswehr, aurait déclaré que « la Reichswehr ne tire pas sur la Reichswehr. » Le gouvernement en appelle donc, par l'intermédiaire du parti communiste, du parti socialiste et du parti socialiste indépendant, ainsi que par celui des syndicats ouvriers à la grève générale qui paralyse le pays pendant quatre jours. Des milices à brassard rouge sillonnent les quartiers ouvriers. La bourgeoisie libérale et les milieux d'affaires ne soutiennent pas le putsch en demeurant dans l'attentisme. Celui-ci échoue le 17 mars, faute de soutien suffisant. Noske démissionne le 20 mars. Ce même jour, la brigade est dissoute.

### Après la dissolution
Une grande partie des hommes de la brigade est appelée par le capitaine Ehrhardt à rejoindre la Reichswehr ou la Reichsmarine, mais une partie rendue à la vie civile décide de poursuivre une action souterraine contre le gouvernement. Certains rejoignent l'organisation Consul, et plus tard la fédération Viking, ou bien l'union sportive Olympia. Le capitaine Ehrhardt et le général von Lüttwitz s'enfuient en Hongrie. Le capitaine revient en Allemagne en 1922 pour être emprisonné, et le général revient après avoir été amnistié en 1924. Quant à Wolfgang Kapp, il meurt avant son procès en 1922.

## Quelques membres de la brigade

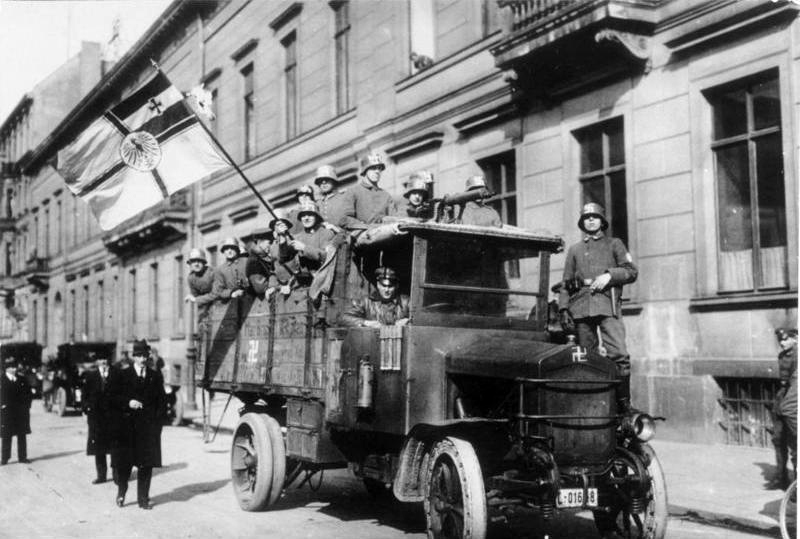
Soldats de la brigade Ehrhardt hissant les couleurs impériales.

- Friedrich Bonte
- Hans Bütow (de)
- Eberhard Godt
- Curt von Gottberg
- Werner Kempf
- Erwin Kern (de)
- Curt Ludwig
- Ernst von Salomon
- Otto Schniewind
- Hermann Souchon (de)

## Source
- (de) Cet article est partiellement ou en totalité issu de l’article de Wikipédia en allemand intitulé « Marine-Brigade Ehrhardt » (voir la liste des auteurs).